# Mote (cuisine)
Pour les articles homonymes, voir Mote.
Le mote est le nom générique de différentes céréales ou légumineuses cuites dans l'eau, consommées dans diverses parties du continent américain.

## Préparation

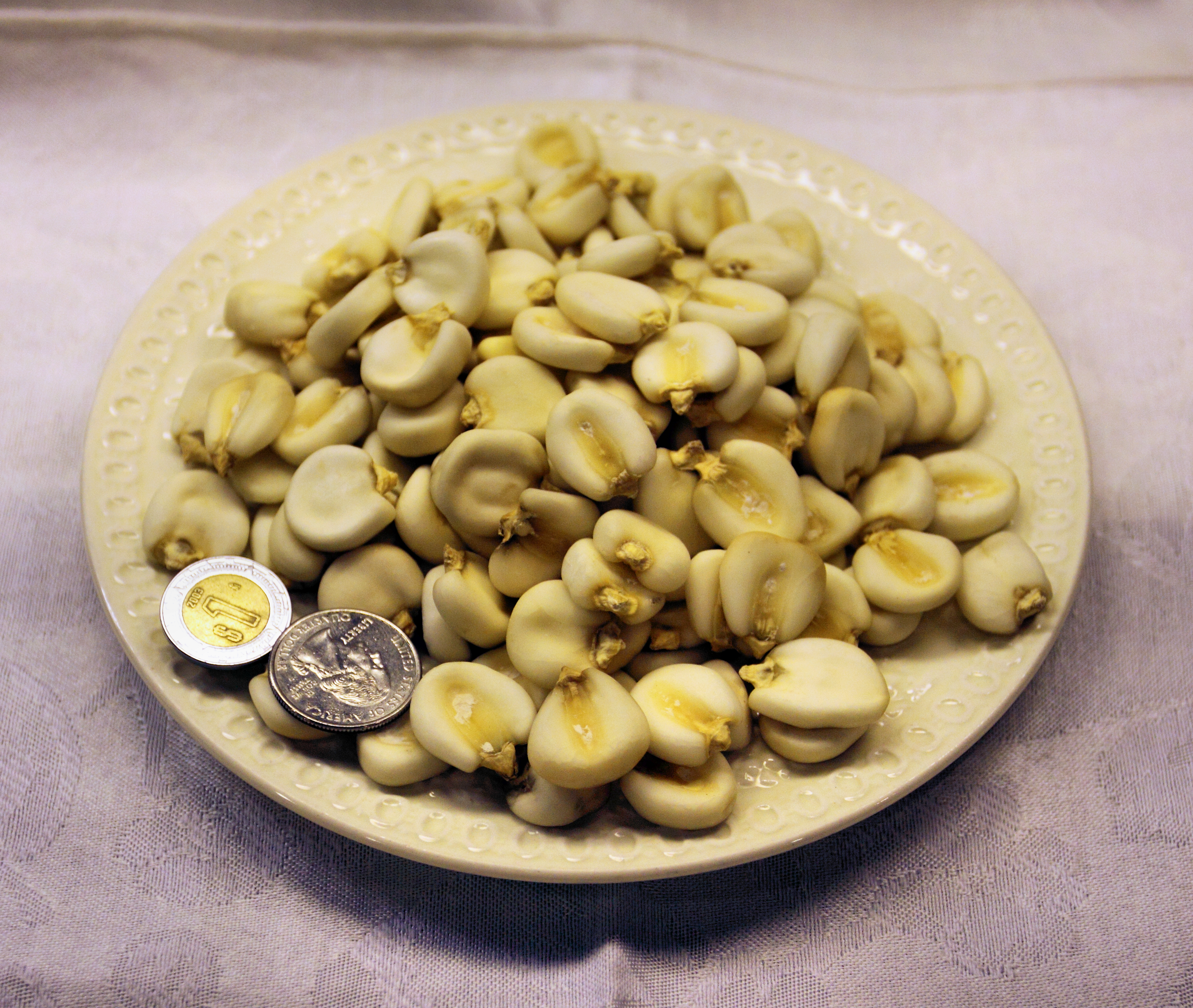
Maïs séché pouvant servir à préparer du mote.

La façon la plus courante de manger les grains de blé est de les éplucher. Pour cela, le grain de blé est bouilli avec des cendres ou de la chaux. En Argentine, on les fait bouillir avec de la cendre de jumeau[pas clair]. Au Mexique et en Amérique centrale, ce processus appliqué au maïs est appelé nixtamalisation, et est principalement utilisé pour produire la pâte à tortilla. Le maïs est également bouilli directement, sans aucun additif et après cuisson il sert d'accompagnement au chicharrón, on l'appelle loro muti.

## Consommation
En Argentine, le mote est principalement consommé dans la région nord, et moins fréquemment à Cuyo et en Patagonie. En dehors de cette grande zone du pays, sa consommation se limite aux restaurants dédiés à la cuisine tellurique ou dans les peñas de province. Il s'agit d'un mince ragoût[pas clair] (c'est l'une des principales différences avec le locro) fait à partir de[Quoi ?]  (pour cette raison, on dit de façon quelque peu risible que « le mote est à mi-chemin entre le locro et le mazamorra »). Les grains sont généralement accompagnés de petits morceaux de viande (camélidé sud-américain, chèvre, mouton, bovin, porc, volaille, etc.).